# La Marsellesa (zarzuela)
La Marsellesa es una zarzuela en tres actos, con música de Manuel Fernández Caballero y libreto de Miguel Ramos Carrión. Se estrenó en el Teatro de la Zarzuela de Madrid, el 1 de febrero de 1876.

## Personajes
- Rouget (tenor)
- Flora (mezzosoprano)
- Magdalena (mezzosoprano)
- La Marquesa (soprano)
- Neron Saint-Martin (barítono cómico)
- Renard (bajo)

## Argumento
La acción tiene lugar en Estrasburgo durante la Revolución Francesa. El liberal Rouget ha compuesto el que se convertirá después en himno de Francia. Está enamorado de la hija de un barón, Magdalena, a la que persigue y desea un fanático descamisado llamado Renard. Rouget oculta a Magdalena con ayuda de su amigo Neron, que finge ser un revolucionario convencido pero se rie del fanatismo del populacho cantándoles:

Yo quiero ver cien nobles

colgados de un farol,

racimo que un día

vendimie la nación

Yo soy descamisado

y quiero la igualdad

si yo no tengo nada,

que nadie tenga más.